# Народний комітет захисту України
Наро́дний коміте́т за́хисту Украї́ни — громадсько-політичний орган, утворений 10 травня 2010 року з метою координації дій опозиції щодо «супротиву  антиукраїнській політиці президента України Віктора Януковича».

## Історія
Народний комітет захисту України створений після підписання Харківської угоди Януковича-Медведєва за ініціативи представників української інтелігенції, зокрема, письменники й публіцисти Валерій Шевчук, Володимир Яворівський, Юрій Андрухович, Дмитро Павличко, Микола Рябчук, академіки Іван Дзюба, Микола Жулинський, Мирослав Попович, громадські діячі Костянтин Морозов, Левко Лук'яненко, Богдан Горинь, створили Народний комітет захисту України. 10 травня 2010 року вони та представники опозиційних партій підписали документ про створення Комітету. Зокрема, до Комітету увійшли:
- Українська соціал-демократична партія
- Європейська партія України
- «Батьківщина»
- Народний Рух України
- Всеукраїнське об'єднання «Свобода»
- Партія захисників Вітчизни
- Партія «Реформи і порядок»
- Народна Самооборона
- Українська партія

Тоді ж комітет оприлюднив Декларацію до українського народу, в якій зазначено такі завдання організації:
|  | захист суверенітету та територіальної цілісності України; відстоювання основоположних свобод і гідності громадян, їхніх політичних, соціально-економічних і національно-культурних прав; припинення антиукраїнської гуманітарної політики, захист української ідентичності; відсіч будь-яким спробам встановлення іноземного контролю над стратегічними підприємствами і галузями промисловості України; збереження євроатлантичного вибору України та орієнтації на європейські цивілізаційні цінності |

11 травня Народний комітет захисту України провів перед будівлею парламенту в Києві кількатисячні акції протесту, під час яких люди в цивільному затримали 4 мітингувальників від ВО «Свобода», а напередодні ДАІ не пускала до столиці автобуси з прихильниками опозиції.

## Критика
Деякі представники опозиції, зокрема, Наша Україна, Українська народна партія, Єдиний Центр, Громадянська позиція відмовилися вступати в Комітет захисту України; розкритикувавши його, як такий, що створений в політичних інтересах Юлії Тимошенко. Зокрема, лідер «Громадянської позиції» Анатолій Гриценко заявив: 
|  | Той формат створення Комітету захисту України, який ми побачили у Спілці письменників, на жаль, не наблизив нас до об’єднання. Із присутніх за круглим столом лідерів опозиційних парламентських партій поставили свої підписи лише ті, хто, власне, брав участь у виборчій кампанії Юлії Тимошенко. Решта пішли пригніченими, тому що зрозуміли, що цей комітет зорієнтований насамперед на лідера БЮТ, а не на об’єднання |